# Ruhruniversitetet i Bochum

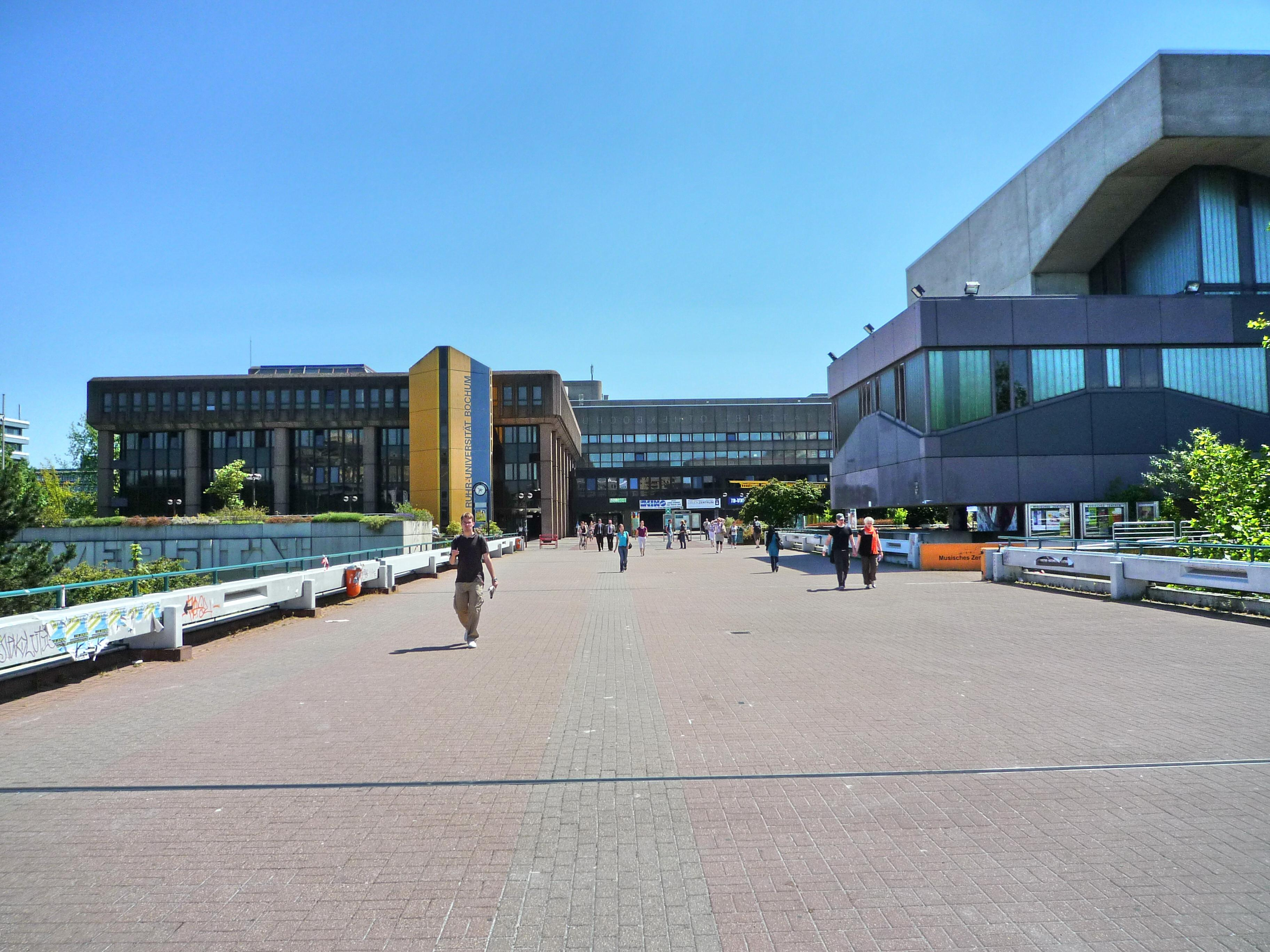
Huvudingången till Ruhruniversitetet

Ruhruniversitetet i Bochum, tyska Ruhr-Universität Bochum i Bochum grundades 1962 och är ett universitetet i Ruhrområdet i Tyskland.
Ruhruniversitetet i Bochum var vid grundandet det första nya universitetet i det dåvarande Västtyskland. Det byggdes som ett modernt campus-universitet i stadsdelen Querenburg utanför stadskärnan. Nästan all verksamhet är samlad på campusområdet. Universitetet dominerar området med studentstaden Hustadt och inköpscentrumet Uni-Center. 
Ruhruniversitetet ses som ett reformuniversitet och är en föregångare i Tyskland vad gäller implementeringen av Bolognaprocessen.

## Historia
Idén om ett universitet i Ruhrområdet går tillbaka till 1948 då man tog upp frågan om en andra teknisk högskola i Westfalen. Då var Dortmund favorit till att få en högskola/universitet. Först tolv år senare togs beslutet och då vann Bochum omröstningen som föregåtts av en stundtals bitter debatt. 
Universitetet är skapat av Düsseldorfbyrån Hentrich, Petschnigg & Partner som vann en idétävling där en rad tyska arkitekter deltog, bland annat Walter Gropius och Mies van der Rohe. Helmut Hentrich vid HPP såg universitetet som en hamn i kunskapens hav där byggnaderna symboliserar skepp som lagt till. 1965 kunde lokalerna börja användas men först 1974 var samtliga byggnader som restaurang (Mensa) och Audimax-auditoriet färdigställda. Från början skulle området vara större med fler byggnader men efterhand ändrades planerna. 
Efterhand har den monumentala betongen kritiserats. Under de kommande åren kommer universitetet att renoveras, 2003-2006 renoverades Mensa-delen. Man kommer även[när?] att bygga om områdena mellan byggnaderna. 

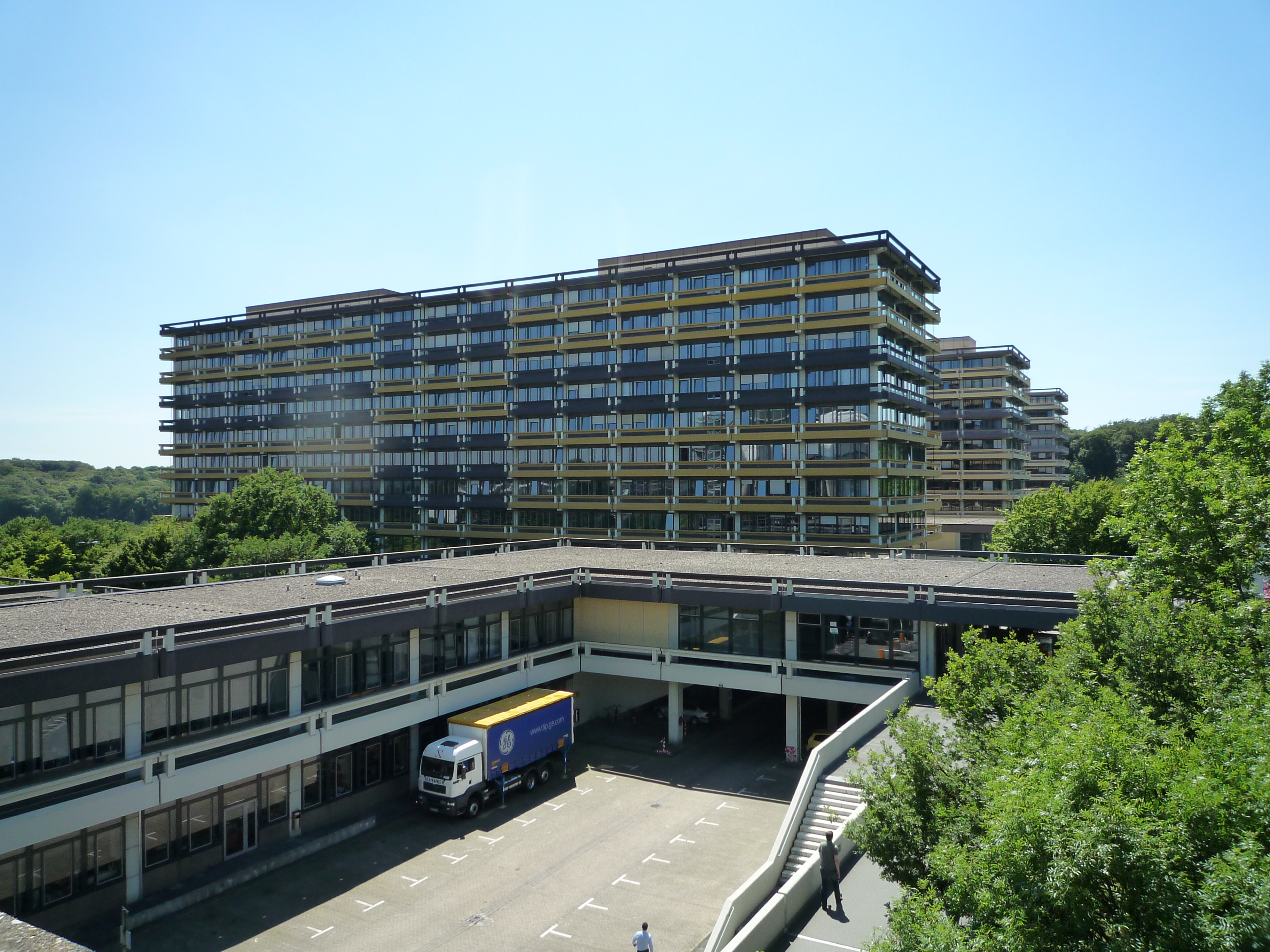
Byggnad "G" - (Humaniora)
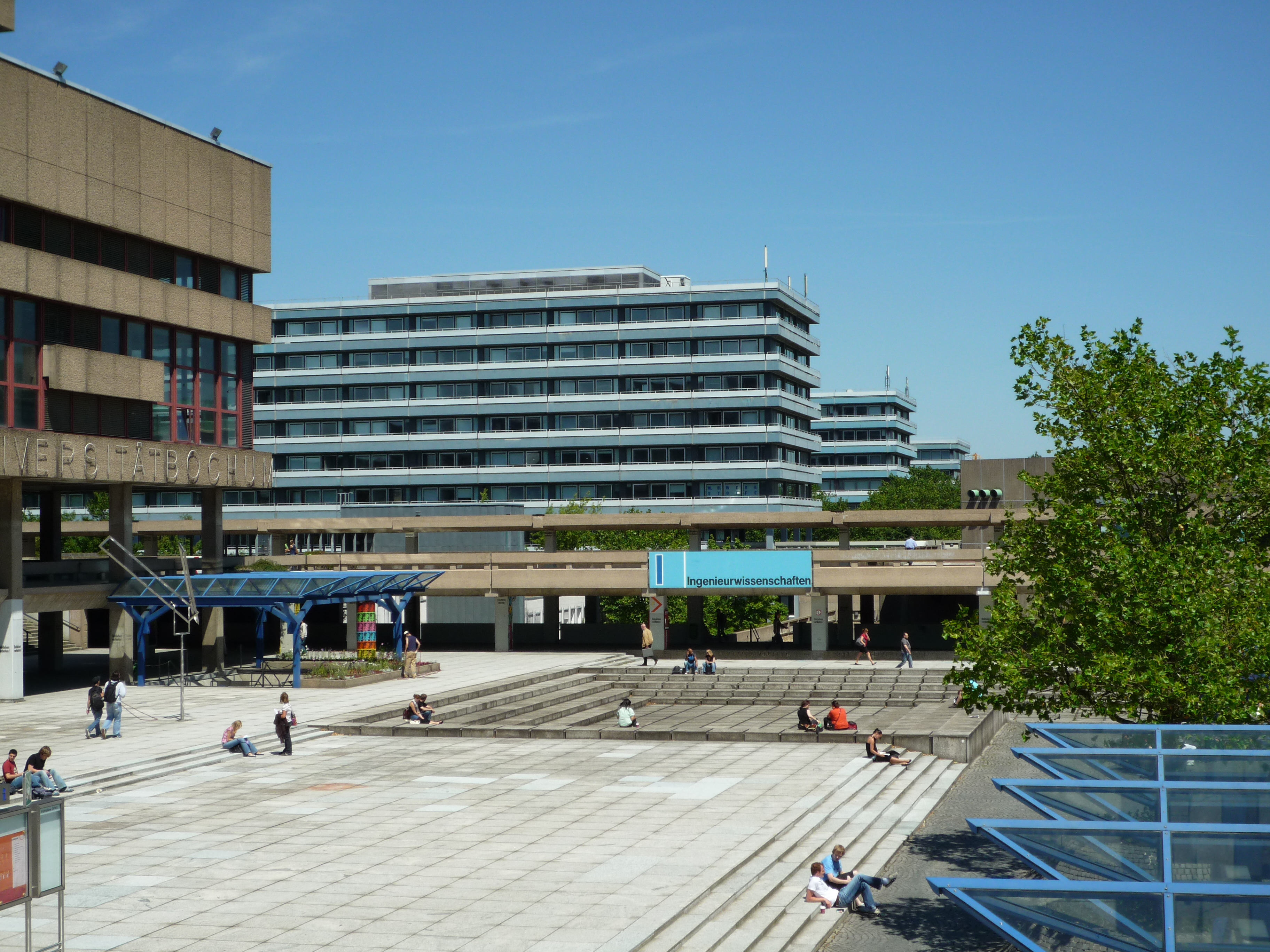
Byggnad "I" - (Ingenjörsvetenskap)
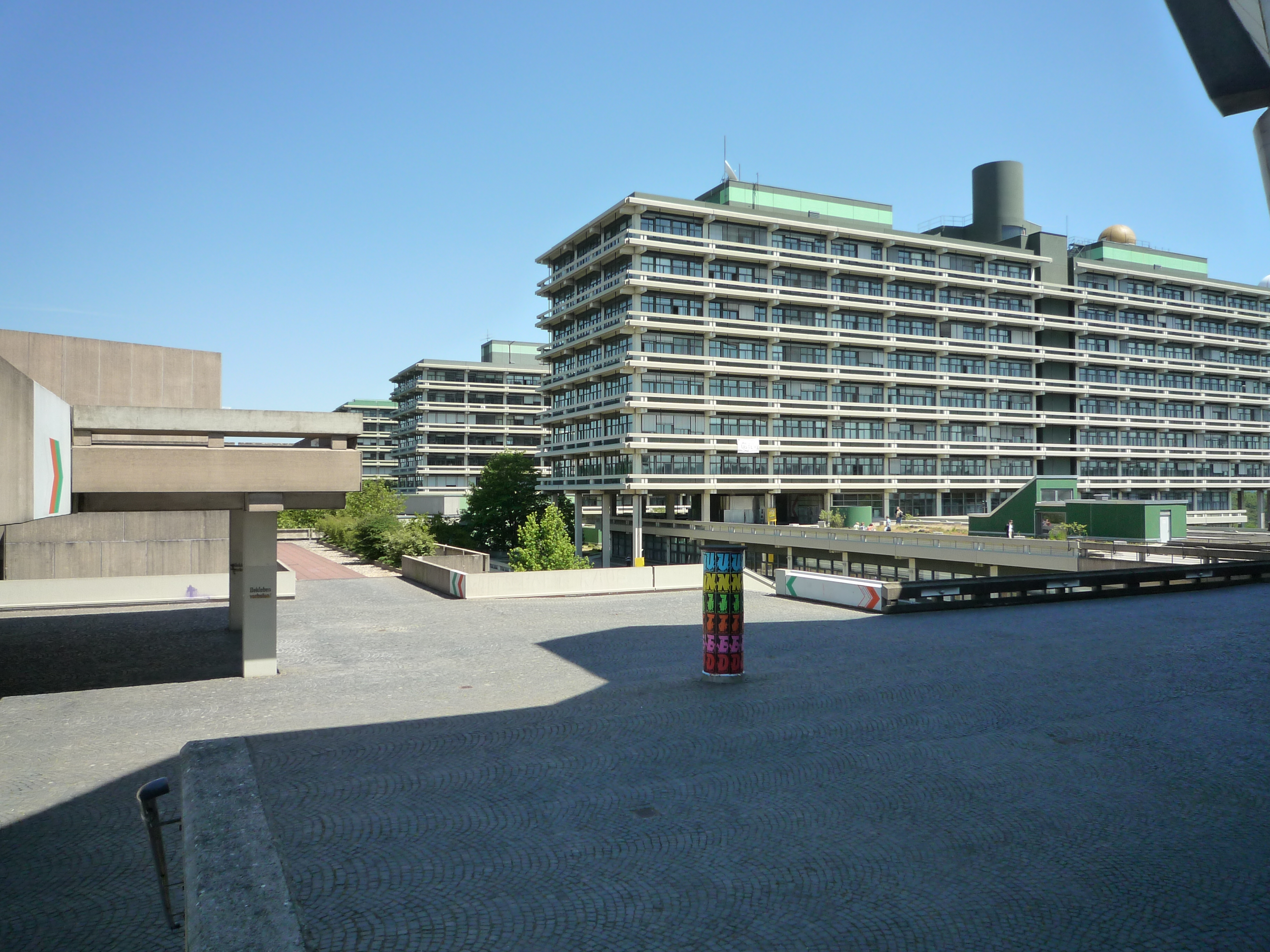
Byggnad "N" - (Naturvetenskap)
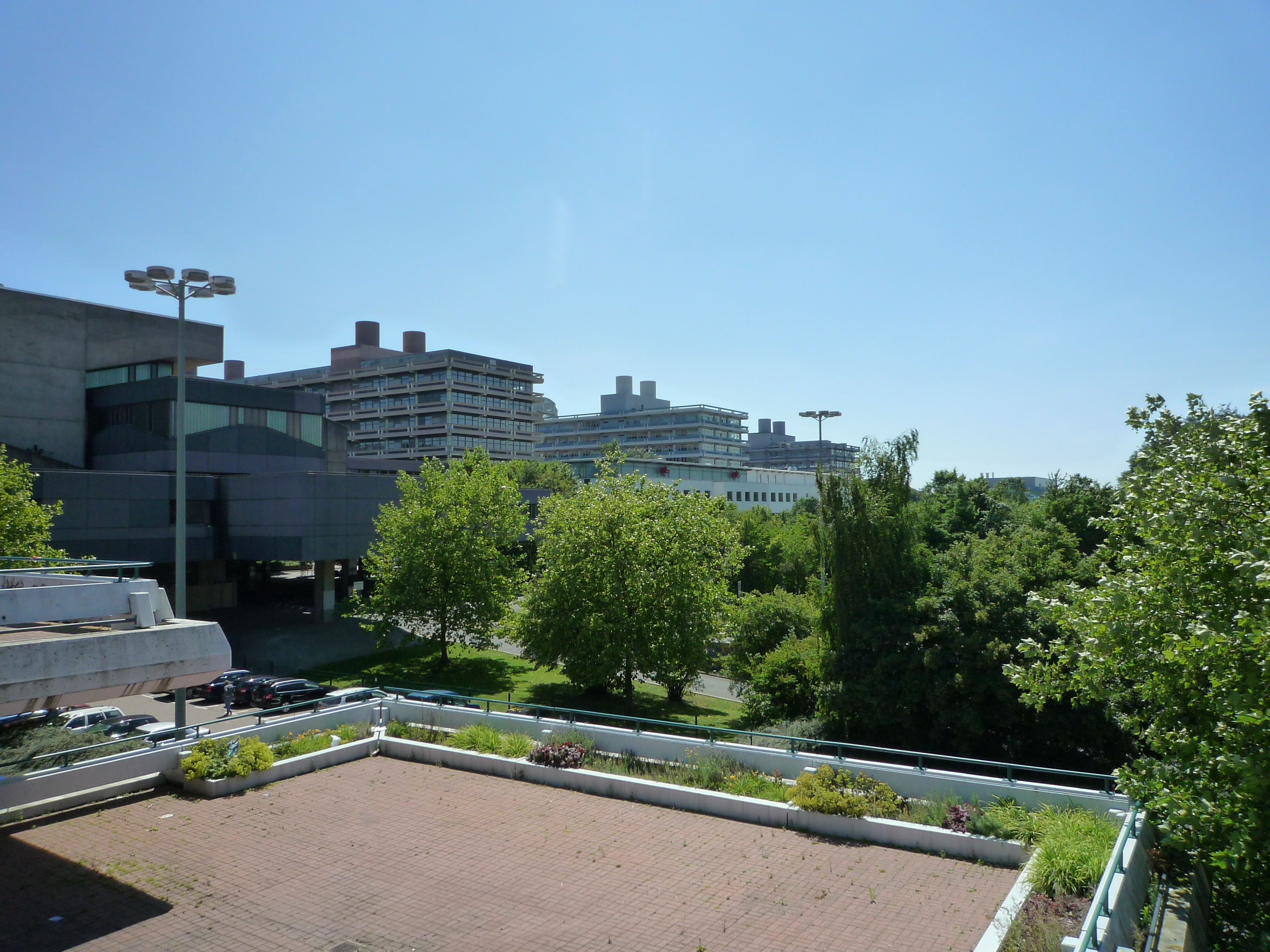
Byggnadskomplex "M" - (Medicin)
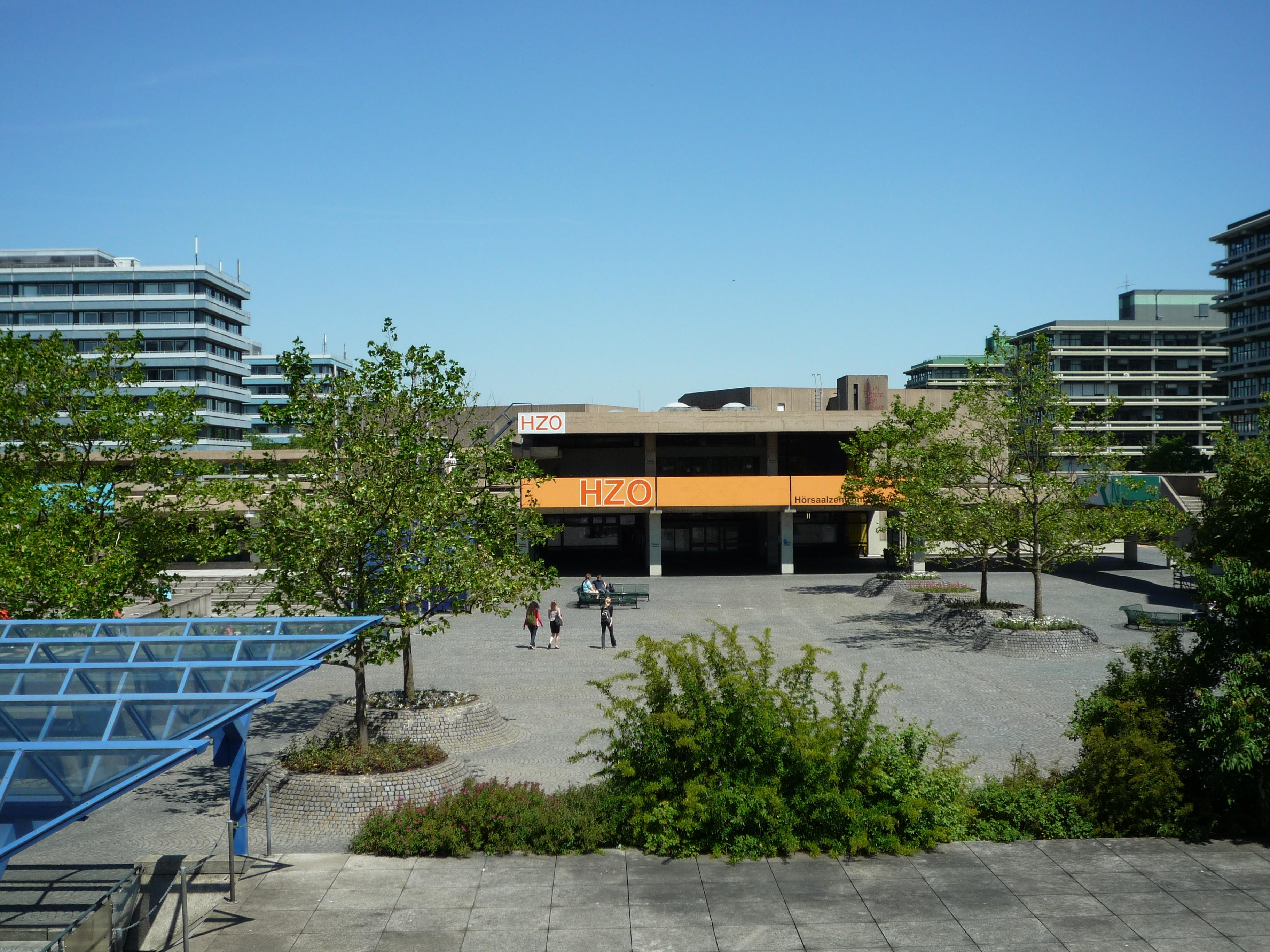
Hörsalsbyggnad "O"
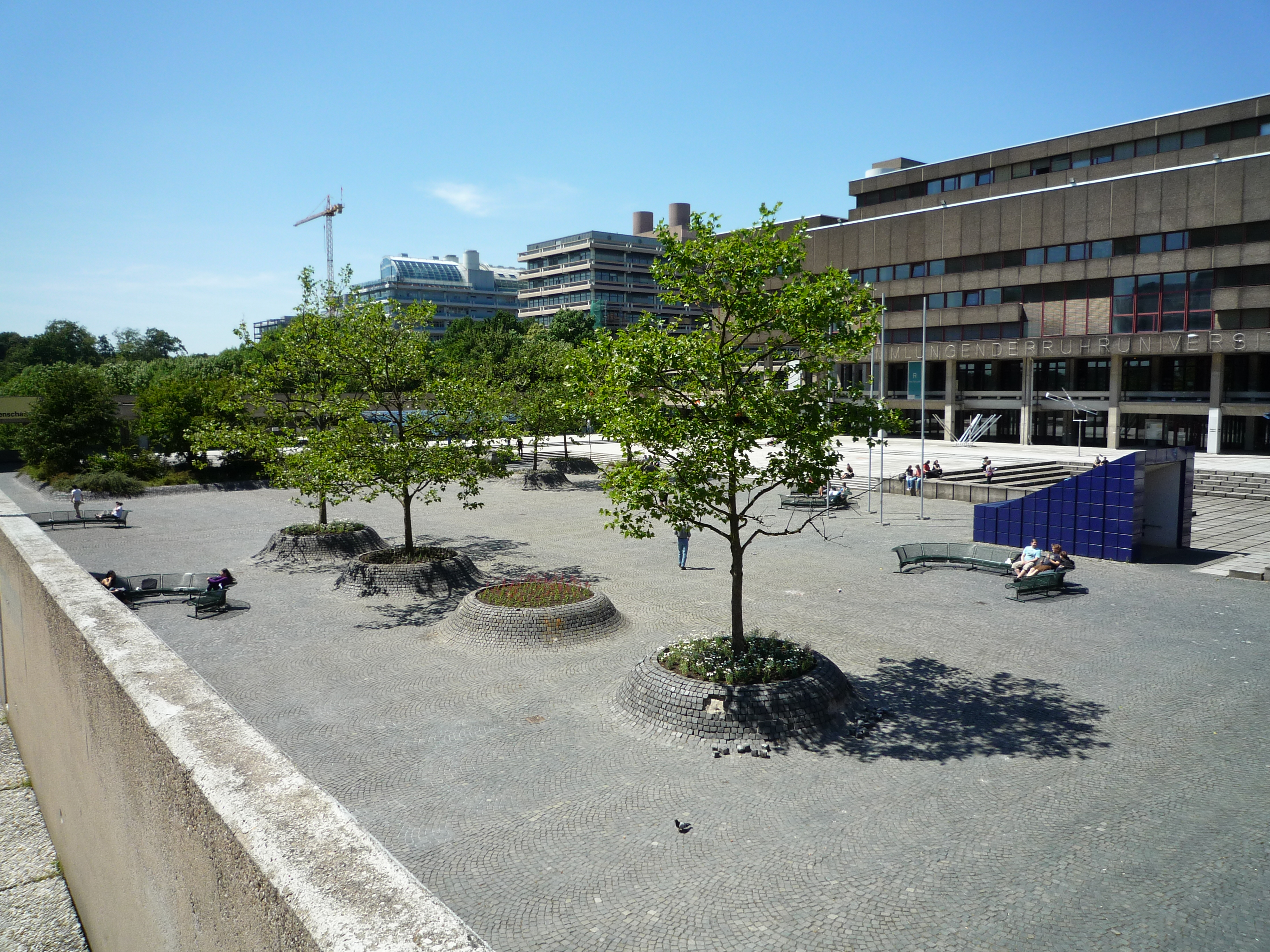
Torget vid "Audimax" (Hörsalcentral)